# Erina subargenteae
Erina subargenteae är en fjärilsart som beskrevs av Grose-smith och Kirby 1896. Erina subargenteae ingår i släktet Erina och familjen juvelvingar. Inga underarter finns listade i Catalogue of Life.